# Barkley: Shut Up and Jam!
Barkley: Shut Up and Jam!, ou Barkley's Power Dunk (バークレーのパワーダンク) au Japon, est un jeu vidéo de basket-ball sorti en 1994 sur Mega Drive et Super Nintendo. Le jeu a été développé et édité par Accolade.
Le titre du jeu fait référence à Charles Barkley, célèbre basketteur de la NBA.
Le jeu a pour suite Barkley: Shut Up and Jam! 2. Il a également fait l'objet d'une suite parodique Barkley, Shut Up and Jam: Gaiden.

## À noter
- Le jeu est sorti sous le titre Barkley's Power Dunk au Japon.